# 羽根ペン

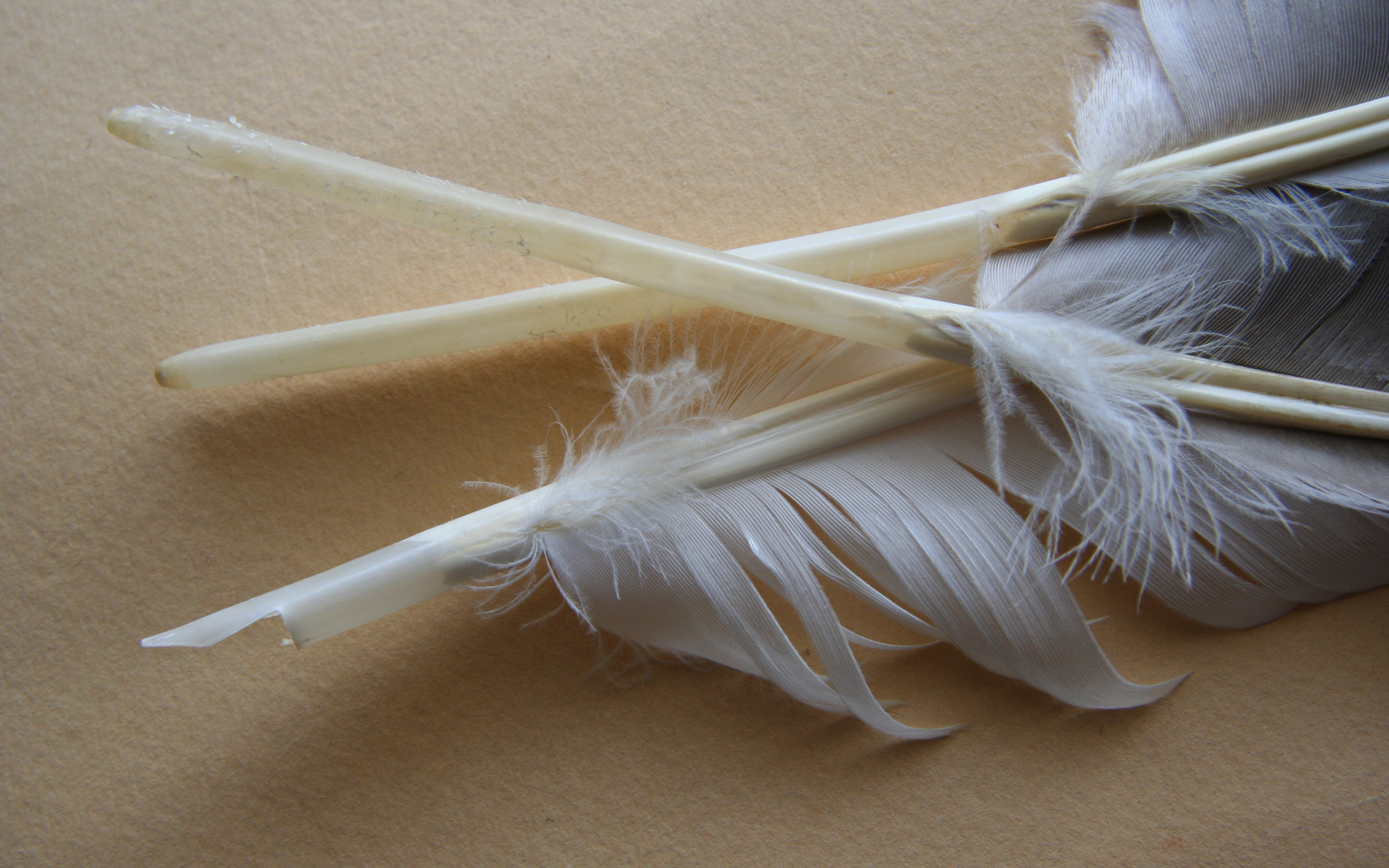
羽根ペンのペン先。ナイフで削る。

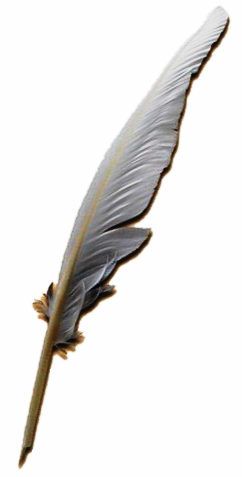
羽根ペン

羽根ペン（はねペン）は、鳥の羽根で作られたペン、つけペンの一種。鵞ペン（がペン）とも言う。英語 pen の語源が「羽根」を意味するラテン語 penna に由来することからもわかるとおり、最も歴史の古いペンの一種である。

## 解説
主に鵞鳥や雁等の大型の鳥の羽根から作られる。良質の羽根を得るには春、生きた鳥の翼から翼端に近い風切り羽根を抜き取る必要がある。さらに左の翼から取った羽根は羽根軸のカーブが右利きの書き手に使いやすいので好まれる。鵞鳥や雁以外にも、白鳥・カラス (細い線を描くのに適していた) ・猛禽類さらに七面鳥の羽根も使われた。抜き取った羽根は根の部分をカットし、筆記に使えるよう整形し、切れ目を入れる必要がある。
一般のつけペン同様、特にインクを溜める部分がないために、筆記の際には時々ペン先をインクに浸す必要があり、また時々ペン先をナイフで削って整形し直す必要がある。この目的に使われるナイフをペンナイフと呼び、ペンナイフ独特の刃の形をペンブレードと呼ぶ。
5世紀から19世紀中頃まで主要な筆記具として利用されていたが、その後耐久性に優る金属製のペン先とペン軸とを組み合わせたつけペンが普及したため廃れた。日本では1871年頃に輸入され利用された。
現在でも製造・販売されているが、実店舗での取り扱いは極めて稀で、殆どがネットなどの通信販売での取り扱いになっている。近年では改装前の伊東屋（東京都中央区銀座）にて取り扱いがあったことで知られる。